# Liviu Ciulei
Liviu Ciulei (7 de julio de 1923 – 24 de octubre de 2011) fue un director teatral y cinematográfico, actor, guionista, arquitecto, educador y diseñador de vestuario y decorados de nacionalidad rumana. A lo largo de una carrera que se prolongó durante más de 50 años, fue descrito por Newsweek como "una de las figuras más audaces y desafiantes de la escena internacional".

## Biografía
Nacido en Bucarest, Rumanía, su padre era Liviu Ciulley [sic], un abogado y constructor. Ciulei estudió arquitectura, y teatro en la Universidad Nacional de Música de Bucarest. Su debut teatral tuvo lugar en 1946, con el papel de Puck en una representación de la obra de Shakespeare El sueño de una noche de verano llevada a cabo en el Teatro Odeon. Poco después formó parte del Teatrul Municipal din Bucureşti, conocido más adelante como Teatro Bulandra, y dirigió su primera producción teatral en 1957, The Rainmaker. 
En 1961 se ganó el reconocimiento por su versión de la pieza de Shakespeare Como gustéis. Además, en 1965 recibió el premio del Festival de Cannes al mejor director por Padurea spânzuratilor, adaptación al cine de la novela de Liviu Rebreanu, y en la cual interpretaba a Klapka. Sin embargo, en la década de 1980 el régimen de su país lo marginó, y fue transferido al estudio cinematográfico Sahia, donde trabajó produciendo documentales. 
Fue director artístico de Teatro Bulandra durante más de una década. En ese tiempo en el Bulandra llevó a escena un gran número de obras clásicas. Entre sus producciones de Shakespeare se incluyen "Como gustéis" "Macbeth" y "La tempestad", la cual recibió el Premio de la Crítica de Rumanía a la mejor producción de 1979. También en el Bulandra escenificó clásicos europeos como "Los bajos fondos" y "Los hijos del sol" (Máximo Gorki), "La muerte de Dantón" y "Leonce y Lena" (Georg Büchner), y "La ópera de los tres centavos" (Bertolt Brecht).  Entre los clásicos estadounidenses que produjo figuran "Un tranvía llamado Deseo" (Tennessee Williams), "El momento de tu vida" (William Saroyan), y "Largo viaje hacia la noche" (Eugene O'Neill). 
También fue director invitado en muchos teatros fuera de Rumanía, dirigiendo en Berlín, París, Gotinga, Dusseldorf, Munich y Vancouver. En Sídney ganó en 1977 el Premio de la Crítica Australiana por su producción de Los bajos fondos. En 1974 debutó en Estados Unidos, en el Arena Stage de Washington D. C., como director y diseñador de Leonce y Lena. En 1980 dirigió y creó los escenarios para la opera de Dmitri Shostakóvich  Lady Macbeth de Mtsensk, representada en el Festival de los Dos Mundos en Italia, y en mayo de 1982 redirigió la misma ópera para la Opera lírica de Chicago. Entre 1980 y 1985 Ciulei fue director artístico del Teatro Guthrie de Minneapolis, Minnesota, donde dirigió La tempestad, Eve of Retirement, Como gustéis, Réquiem por una monja, Peer Gynt,  La ópera de los tres centavos, Las tres hermanas, Noche de reyes y El sueño de una noche de verano. 
Tras la Revolución rumana de 1989, y de vuelta en su país, dirigió una serie de producciones teatrales que recibieron la aprobación del público y de la crítica. Fue nombrado director honorario de su teatro más querido, el Bulandra. Además de diseñar el vestuario y los decorados de la mayoría de sus producciones, contribuyó, como arquitecto, a la reconstrucción del auditorio del Teatro Bulandra.
Se casó por primera vez con la actriz Clody Bertola. Más adelante se casó de nuevo, con la periodista Helga Reiter-Ciulei. De este matrimonio tuvo un hijo, el director cinematográfico Thomas Ciulei.
Liviu Ciulei falleció el 24 de octubre de 2011 en un hospital de Munich, Alemania, a causa de un fallo multiorgánico. Tenía 88 años de edad.

## Filmografía
- În sat la noi (1951), actor
- Mitrea Cocor (1951), guionista
- Nepoţii gornistului (1953), actor/guionista
- Răsare soarele (1954), guionista
- Alarmă în munţi (1955), actor
- Pasărea furtunii (1957), guionista
- Erupţia (1957), director
- Valurile Dunării (1959), director y actor
- Soldaţi fără uniformă (1960), actor
- Cerul n-are gratii (1962), actor
- Pădurea spânzuraţilor (1964), actor/director
- Facerea lumii (1971), guionista/actor
- Decolarea (1971), actor
- Dragostea începe vineri (1972), actor
- Dimitrie Cantemir (1973), actor
- Ceaţa (1973), actor
- Mastodontul (1975), actor
- O scrisoare pierdută (1977), guionista/director
- Falansterul (1979), actor

## Premios y distinciones
Festival Internacional de Cine de Cannes
| Año  | Categoría      | Película              | Resultado |
| ---- | -------------- | --------------------- | --------- |
| 1965 | Mejor director | Pădurea spânzuraţilor | Ganador   |